# 斯托利鎮區 (北達科他州卡弗利爾縣)
斯托利鎮區（英語：Storlie Township）是位於美國北達科他州卡弗利爾縣的一個鎮區。

## 地方資料
斯托利鎮區的面積為65.89平方千米，當中陸地面積為65.00平方千米，而水域面積為0.89平方千米。根據2020年美國人口普查的數據，當地共有人口15人，而人口密度為每平方千米0.23人。